# Le Corps sauvage
Pour plus de détails, voir Fiche technique et Distribution.
Le Corps sauvage est un film français réalisé par Cheyenne Carron et sorti en 2019.

## Fiche technique
- Titre : Le Corps sauvage
- Réalisation : Cheyenne Carron
- Scénario : Cheyenne Carron
- Photographie : Pierre Chabrier
- Costumes : Charlène Bouyer
- Montage : Yannis Polinacci
- Pays d'origine :  France
- Production : Hésiode Productions
- Durée : 105 minutes
- Date de sortie : France - 20 mars 2019

## Distribution
- Nina Klinkhamer : Diane
- François Pouron : Paul
- Diane Boucai : Hestia
- Christian de Beringhen
- François Goeske : Harald
- Christian Sornnec
- Alexandre Nguyen : Arun